# Полет 182 на „Еър Индия“
Полет 182 на „Еър Индия“ е пътнически полет по маршрута Монреал – Лондон – Делхи – Мумбай, който на 23 юни 1985 г. се разпада над Атлантическия океан в резултат на експлозия от бомба, поставена от канадски сикхски терорист. Инцидентът със самолет „Боинг 747-237B“ става на път от Монреал за Лондон на надморска височина от 9400 м. Останките от самолета падат в морето на около 190 километра от бреговете на Ирландия, като умират всички 329 души на борда, включително 268 канадски граждани, 27 британски граждани и 24 индийски граждани. Това е най-смъртоносната терористична атака в историята на Канада, най-смъртоносният авиационен инцидент в историята на „Еър Индия“ и е най-смъртоносният акт на авиационен тероризъм в света до атаките от 11 септември през 2001 г. Смята се, че организаторът на бомбения атентат е Индерджит Сингх Рейат, двоен британско-канадски гражданин, който се признава за виновен през 2003 г., и Талуиндер Сингх Пармар, канадски сикхски сепаратистки лидер, който е един от ключовите лица, свързани с въоръжената група „Бабар Халса“.
Изпълнението на плана има международни последици и включва граждани и правителства от пет национални държави. „Бабар Халса“, сикхстка терористична организация и халистанска сепаратистка група, е замесена в бомбения атентат. Въпреки че малко хора са арестувани и съдени за бомбения атентат, единственият осъден е Индерджит Сингх Рейат, който се признава за виновен през 2003 г. в непредумишлено убийство. Той е осъден на 15 години затвор за сглобяването на бомбите, които избухват на борда на самолета и в Нарита.
Последвалото разследване и наказателно преследване продължават почти 20 години. Това е най-скъпият процес в историята на Канада, и струва близо 60 милиона щатски долара. Двамата обвиняеми Рипудаман Сингх Малик и Аджаиб Сингх Багри са оправдани и признати за невинни.
Генералният губернатор на Съвета през 2006 г. назначaва бившия съдия от Върховния съд Джон С. Мейджър да проведе комисия за разследване. Неговият доклад, който е завършен и публикуван на 17 юни 2010 г., заключава, че „каскадна поредица от грешки“ на правителството на Канада, Кралската канадска конна полиция и Канадската служба за разузнаване по сигурността позволява на терориста да осъществи нападението.